# 乌古山
乌古山（Mount Ugo或Ugu）是菲律宾一座海拔2086米高的山，坐落于菲律宾本格特省伊图贡市和新比斯開省卡亚帕市之间。